# Prijeboj
 Ovo je glavno značenje pojma Prijeboj. Za naselje u Hrvatskoj pogledajte Prijeboj (Plitvička Jezera).
Prijeboj ili kompenzacija u pravu označava prestanak obveze obračunavanja protutražbine s tražbinom. Dužnik može prebiti tražbinu s protutražbinom vjerovnika, ako obje tražbine glase na novac ili druge zamjenljive stvari istog roda i iste kakvoće i ako su obje dospjele. Ako su međusobne tražbine nejednake, prijebojem prestaje ona koja je manja, dok razliku vjerovnik ima pravo zahtijevati, a dužnik podmiriti. Do prijeboja može doći na osnovi ugovora, na osnovi zakona ili po samom zakonu (ex lege). U skladu s tim osnovama, razlikuju se sporazumni prijeboj, jednostrani prijeboj i prijeboj po samom zakonu.